# 永曆 (日本)
永曆（1160年2月18日~1161年9月24日）是日本的年號。這個時代的天皇是二條天皇，由後白河法皇實施院政。

## 改元
- 二年正月十日（西元1160年2月18日） 改元永曆。
- 永曆二年九月四日（西元1161年9月24日） 改元應保。

## 出處
《後漢書卷八十下·文苑列傳第七十下·邊讓傳》：「馳淳化於黎元，永歷世而太平。」及《續漢書·律曆志》：「黃帝造歷，歷與曆同作」。

## 大事記
- 平治之亂

## 紀年、西曆、干支對照表
| 平治       | 元年   | 二年   |
| ---------- | ------ | ------ |
| 儒略曆日期 | 1160年 | 1161年 |
| 干支       | 庚辰   | 辛巳   |

## 同期存在的其他政權之紀年
- 中國
  - 紹興（1131年－1162年）：宋—宋高宗趙構之年號
  - 龍興（1157年－1161年）：大理—段正興之年號
  - 紹興（1151年－1163年）：西遼—遼仁宗耶律夷列之年號
  - 正隆（1156年－1161年）：金—金海陵王完顏亮之年號
  - 天正（1161年）：金朝時期—移剌窩斡之年號
  - 天盛（1149年－1169年）：西夏—夏仁宗李仁孝之年號
- 越南
  - 大定（1140年－1162年）：李朝—李天祚之年號